# Meleoma festivata
Meleoma festivata är en insektsart som beskrevs av Adams 1969. Meleoma festivata ingår i släktet Meleoma och familjen guldögonsländor. Inga underarter finns listade i Catalogue of Life.